# Festival international du film de Moscou 2022
Le Festival international du film de Moscou 2022 (russe : Московский международный кинофестиваль 2022), 44e édition du festival, se déroule du 26 août au 2 septembre 2022.

## Jury

### Compétition principale
- Ievgueni Mironov (président du jury) : acteur russe
- Rasoul Sadrameli : réalisateur, scénariste et producteur iranien
- Thandi Davids : productrice sud-africaine
- Gaïk Kirakossian (ru) : chef opérateur et producteur russo-arménien
- Andreï Kravtchouk : réalisateur et scénariste russe

## Sélection

### Compétition principale
- El visitante (es) de Martín Boulocq (es)  Bolivie  Uruguay
- Sans rendez-vous préalable (بدون قرار قبلی, Bedoune gharare ghabli) de Behrouz Shoeibi  Iran
- Ma si tuo na de lv xing (马斯托纳的旅行) de Chen Feng  Chine
- Las colmenas de Luis Basurto  Pérou
- Jeunesse (ru) (Молодость, Molodost) de Dmitri Davydov (ru)  Russie
- Le Verger (ru) (Огород, Ogorod) de Larissa Sadilova (ru)  Russie
- Ousseknovenie (sr) (Усековање) de Siniša Cvetić (sr)  Serbie
- Les Charpentiers de Babel de Paul-Anthony Mille  France
- Glasul care strigă-n pustie de Ciprian Mega (ro)  Roumanie
- Maariya d'Aruna Jayawardana  Sri Lanka
- Bir Umut d'Ümit Köreken (tr)  Turquie
- Adim (আদিম) de Juboraj Shamim  Bangladesh
- La Route du chameau (Верблюжья дуга) de Vitali Sousline (ru)  Russie

### Film d'ouverture
- Land of Legends (Сердце Пармы) d'Anton Meguerditchev  Russie

### Film de clôture
- Decision to Leave (헤어질 결심, Heeojil gyeolsim) de Park Chan-wook  Corée du Sud

## Palmarès

### Compétition principale
- Grand Prix : Sans rendez-vous préalable (بدون قرار قبلی, Bedoune gharare ghabli) de Behrouz Shoeibi
- Prix spécial du jury : Adim (আদিম) de Juboraj Shamim
- Prix du meilleur réalisateur : Siniša Cvetić (sr) pour son film Ousseknovenie (sr)
- Prix de la meilleure actrice : Pegah Ahangarani dans Sans rendez-vous préalable (بدون قرار قبلی, Bedoune gharare ghabli) de Behrouz Shoeibi
- Prix du meilleur acteur : Costel Cașcaval (ro) dans Glasul care strigă-n pustie de Ciprian Mega (ro)
- Compétition des 'Premières russes' : Un homme robuste (Здоровый человек) de Piotr Todorovski

### Prix spécial
- Prix Stanislavski : Constantin Khabenski